# Magnus Eriksson af Sverige
Magnus Eriksson (1316- 1. december 1374) Svensk/norsk/skånelandsk konge. Da han var kun tre år gammel blev han valgt til konge af Norge og Sverige. I 1332 døde Christoffer 2., Valdemar Atterdags far, som "konge uden land", efter at han havde pantsat Danmark stykke for stykke, og den nu myndige kong Magnus benyttede sig af naboens nødsituation og udkøbte pantet i Skånelandene med 34.000 mark sølv (6 432 kg) og lod sig hylde som konge af Skånelandene. Samtidig begyndte Valdemar Atterdag at befri og samle det pantsatte og splittede Danmark, hvoraf Skånelandene var en vigtig del. Ved freden i Varbjerg 1343 måtte Valdemar anerkende kong Magnus besiddelse af Skånelandene. Magnus var dog ikke i stand til at holde fast på Skånelandene, da han i 1357 måtte anerkende sin søn Erik som konge af Skåne og en række andre dele af det svenske rige. Sønnen Erik døde dog i 1359, men i 1360 lykkedes det Valdemar efter intrigespil og med våbenmagt at få tilbageleveret de tabte landsdele til Danmark. Derefter gik det hurtigt ned ad bakke med kong Magnus. I 1364 blev han fordrevet fra Sverige, men han kom tilbage og gjorde et forsøg på at generobre riget. Det mislykkedes imidlertid, og i perioden 1365-71 sad han i fængsel i Stockholm. Han døde 1374 i Norge efter et skibbrud. Man ved ikke, hvor han blev begravet.
Magnus Eriksson var far til Håkon 6. af Norge, Erik Magnusson af Sverige samt et antal døtre. Magnus Eriksson fik tilnavnet "Smek" af fienden den hellige Birgitta, som beskrev ham som homoseksuel.

## Galleri
- Magnus Erikssons kongesegl
- Den kongeløse tid i Danmark

## Familie
| P                                   | I                          | II                         | III                                   |
| ----------------------------------- | -------------------------- | -------------------------- | ------------------------------------- |
| Proband: Magnus Eriksson af Sverige | Far: Hertug Erik Magnusson | Farfar: Magnus Ladelås     | Farfars far: Birger Jarl              |
| Proband: Magnus Eriksson af Sverige | Far: Hertug Erik Magnusson | Farfar: Magnus Ladelås     | Farfars mor: Ingeborg Eriksdatter     |
| Proband: Magnus Eriksson af Sverige | Far: Hertug Erik Magnusson | Farmor: Helvig af Holsten  | Farmors far: Gerhard 1. af Holsten    |
| Proband: Magnus Eriksson af Sverige | Far: Hertug Erik Magnusson | Farmor: Helvig af Holsten  | Farmors mor: Elisabeth af Mecklenburg |
| Proband: Magnus Eriksson af Sverige | Mor: Ingeborg Håkonsdatter | Morfar: Håkon 5. Magnusson | Morfars far: Magnus Lagabøter         |
| Proband: Magnus Eriksson af Sverige | Mor: Ingeborg Håkonsdatter | Morfar: Håkon 5. Magnusson | Morfars mor: Ingeborg Eriksdatter     |
| Proband: Magnus Eriksson af Sverige | Mor: Ingeborg Håkonsdatter | Mormor: Eufemia af Rügen   | Mormors far: Wizlaw 2. af Rügen       |
| Proband: Magnus Eriksson af Sverige | Mor: Ingeborg Håkonsdatter | Mormor: Eufemia af Rügen   | Mormors mor: Agnes af Braunschweig    |